# Enunciato (linguistica)
In linguistica, un enunciato è una sequenza di suoni che riceve significato dal contesto. Un enunciato costituisce dunque un atto linguistico o espressione detta in un dato momento, in un dato luogo, da un dato individuo e, come tale, appartiene alla sfera della parole.
Si oppone in tal senso alla frase, che è un'unità del sistema linguistico astrattamente inteso e fa quindi parte della langue. Data la sua relazione con l'immediatezza della situazione comunicativa, un enunciato può essere sintatticamente incompleto, ma è generalmente delimitato da segni forti di interpunzione o da pause cospicue. L'enunciato è il risultato di una enunciazione e ricade nella responsabilità di un enunciatore. La dimensione dell'enunciato dipende dalla situazione comunicativa. Il contesto, infatti, può rendere comprensibile anche costruzioni olofrastiche come sì, no ecc. (in risposta a domande come Mi ami?) o interiezioni.